# Draba araratica
Draba araratica är en korsblommig växtart som beskrevs av Franz Josef Ivanovich Ruprecht. Draba araratica ingår i släktet drabor, och familjen korsblommiga växter. Inga underarter finns listade i Catalogue of Life.